# Guillem IV de Baviera
Guillem IV de Baviera (en alemany Wilhelm IV, Herzog von Bayern) (13 de novembre de 1493 - 7 de març de 1550) va ser duc de Baviera des 1508 a 1550, i des de 1516 fins al 1545 juntament amb el seu germà menor, Lluís X, duc de Baviera. Va néixer a Múnic i era fill d'Albert IV i de Gwendolyn d'Àustria, filla de l'emperador Frederic III.

## Biografia
Encara que el seu pare havia determinat l'eterna successió del príncep primogènit en una llei dictada el 1506, el seu germà petit, Lluís, destinat a la carrera eclesiàstica, va protestar amb l'argument que havia nascut abans que el decret va entrar en vigència. Amb el suport de la seva mare i dels Estats Generals, Guillem fou forçat a acceptar a Lluís X com a co-regent el 1516. Lluís va rebre llavors els districtes de Landshut i Straubing, governant en general, en concordança amb el seu germà.
Inicialment Guillem simpatitzava amb la Reforma, però va canviar d'opinió, a mesura que es va fer més popular a Baviera. El 1522 Guillem va publicar els primers mandats religiosos de Baviera, amb la prohibició de les obres de Martí Luter. Després d'un acord amb el papa Climent VII el 1524, Guillem es va convertir en un líder polític de la contrareforma alemanya, encara que va romandre en oposició als Habsburg perquè el seu germà Lluís X reclamava la corona de Bohèmia. Els dos ducs van reprimir la insurrecció camperola al sud d'Alemanya, en aliança amb l'arquebisbe de Salzburg el 1525.
El conflicte dels ducs amb els Habsburg va acabar el 1534 quan tots dos van arribar a un acord amb Ferran I a Linz. Guillem després va recolzar Carles V en la seva guerra contra la Lliga d'Esmalcalda el 1546. El canceller de Guillem durant 35 anys va ser el contundent Leonhard von Eck.

## L'activitat cultural
Guillem era un col·leccionista important d'art. Entre altres obres va encerregar un important conjunt de pintures a diversos artistes, inclosa la Batalla d'Issos per Albrecht Altdorfer. Aquesta obra, com la major part de la col·lecció de Guillem, es troba ara en la Alte Pinakothek de Múnic. Amb la seva decisió d'ampliar la Neuveste amb l'anomenada Rundstubenbau i establir la primera Garden Court va començar la història de la Residència de Múnic com un palau representatiu. Al cicle de la història del pavelló del Garden Court pertany la pintura d'Albrecht Altdorfer. El 1546 va ordenar l'actualització del palau de Dachau d'una ruïna gòtica a un palau renaixentista. El 1523, amb el nomenament de Ludwig Senfl va començar l'auge de l'Orquestra Estatal de Baviera.
El 23 d'abril de 1516, davant d'un comitè format per nobles i cavallers a Ingolstadt, va emetre el seu "reglament de la puresa" famós per l'elaboració de la cervesa de Baviera, decretant que només es podria utilitzar el llúpol d'ordi i aigua. Aquest Reglament es va mantenir vigent fins que va ser abolit com una obligació vinculant el 1986 per les regulacions paneuropeus aprovades per la Unió Europea.

## Matrimoni i fills
El 1522 Guillem es va casar amb Maria Jacoba de Baden (1507-1580), filla de Felip I marcgravi de Baden i de la seva esposa la princesa Elisabet del Palatinat, amb qui va tenir quatre fills:
- Teodó de Baviera (10 de febrer de 1526 - 8 de juliol de 1534)
- Albert V de Baviera (1528-1579)
- Guillem de Baviera (17 de febrer de 1529 - 22 d'octubre de 1530)
- Matilde de Baviera (12 de juliol de 1532 - 2 de novembre de 1565), casada el 1557 amb Filibert de Baden (1536-1569)

Va tenir dos fills il·legítims: Un fill fou el cavaller Jordi de Hegnenberg (vers 1509 - 1590) del qual la mare fou Margaret Hausner von Stettberg, i una filla Anna (morta el 1570) amb una dona desconeguda.
Guillem està enterrat a l'Església de la Mare de Déu de Múnic.